# Ernest H. Weismann
Ernest H. Weismann (geboren als Ernst Weissmann 28. Februar 1901 in Berlin; gestorben 25. Mai 1989 in New York City) war ein deutsch-US-amerikanischer Jurist. 

## Leben
Ernst Weissmann war ein Sohn des Bankiers Joseph Weissmann (1857–1935) und der Gertrud Sachs (1872–1943). Weissmann machte 1918 das Abitur und studierte von 1919 bis 1922 Rechtswissenschaften in Berlin und Heidelberg. Er wurde 1922 promoviert, absolvierte das Referendariat und bestand 1926 das Assessorexamen. 1929 wurde er zum Amtsgerichtsrat ernannt. Nebenher publizierte er auf dem Gebiet des Urheberrechts und beriet die Tobisklangfilm in Copyright-Fragen. Seit 1931 war er mit Susanne Brasch verheiratet. Er wurde Mitglied der SPD und des Republikanischen Richterbundes. Nach der Machtübergabe an die Nationalsozialisten 1933 flohen er und seine Frau mit einem Besuchervisum nach Frankreich. Seine Mutter wurde 1943 im Ghetto Theresienstadt ermordet, seine Schwester überlebte die KZ-Haft. Er erhielt eine Aufenthaltsbewilligung und arbeitete ab 1936 in Paris als Direktor einer niederländischen Firma. 
Bei Ausbruch des Zweiten Weltkriegs wurde Weissmann in Frankreich als Angehöriger einer Feindnation interniert. Nach der deutschen Eroberung Frankreichs 1940 versteckte er sich in Marseille und wurde vom American Jewish Joint Distribution Committee (JDC) unterstützt. Ihm gelang 1942 die Flucht in die USA, wo er 1947 die Staatsbürgerschaft erhielt. 
Ernest Weismann studierte am City College of New York und an der New York Law School mit dem Abschluss als Certified Public Accountant, er fand Arbeit beim Beratungsunternehmen Loeb & Troper. Weismann arbeitete für das JDC und die Conference on Jewish Material Claims Against Germany. Ab 1954 war er als Comptroller und Direktor bei der Jewish Restitution Successor Organization (JRSO) tätig.

## Schriften (Auswahl)
- Kommentar zu Filmleihbedingungen, 1928
- Haftet derjenige, der den im Filmverleih üblichen Einheitsbestellschein als Vertreter unterzeichnet, kraft seiner Unterschrift für die im Bestellschein übernommenen Verpflichtungen? In: UFITA : Archiv für Urheber-, Film-, Funk- und Theaterrecht, 1932, S. 175 (Nachweis mit dem Namen Ernst Weissmann im Inhaltsverzeichnis)
- Report on the Operations of JRSO (laufende Jahresberichte, Mitarbeit)
- Erbenloses Eigentum, 1978